# Robert Henry Goldsborough
Robert Henry Goldsborough (* 4. Januar 1779 bei Easton, Talbot County, Maryland; † 5. Oktober 1836 ebenda) war ein US-amerikanischer Politiker, der den Bundesstaat Maryland im US-Senat vertrat.
Robert Henry Goldsborough wurde auf Myrtle Grove, dem Landsitz seiner Familie nahe Easton, geboren. Sein Vater Robert Goldsborough war Mitglied des Kontinentalkongresses. Nachdem er als Junge Privatunterricht erhalten hatte, besuchte er das St. John's College in Annapolis, wo er 1795 graduierte. Im Anschluss betätigte er sich in der Landwirtschaft, übernahm 1804 als Abgeordneter im Repräsentantenhaus von Maryland sein erstes politisches Mandat und kommandierte eine Miliztruppe während des Britisch-Amerikanischen Krieges.
Im Mai 1813 wurde Goldsborough für die Föderalistische Partei erstmals in den US-Senat gewählt. Dort nahm er den Sitz ein, der seit dem März desselben Jahres unbesetzt geblieben war, nachdem die Staatslegislative von Maryland sich nicht auf einen Nachfolger für Philip Reed hatte einigen können. Er verblieb bis zum 3. März 1819 im Kongress, wo er unter anderem als Vorsitzender des Committee on Claims fungierte.
Nach seiner ersten Amtszeit ging Goldsborough zunächst wieder seinen landwirtschaftlichen Verpflichtungen nach; bereits 1817 hatte er überdies mit der Easton Gazette eine Zeitung in seinem Heimatort gegründet. 1825 saß er wieder im Repräsentantenhaus seines Staates, ehe er schließlich am 13. Januar 1835 zum zweiten Mal in den US-Senat einzog. Diesmal vertrat er die Interessen der National Republican Party und folgte auf den zurückgetretenen Ezekiel F. Chambers; wenig später schloss er sich den Whigs an. Bereits im folgenden Jahr starb Robert Goldsborough auf Myrtle Grove.
Sein Urenkel Winder Laird Henry vertrat Maryland zwischen 1894 und 1895 im US-Repräsentantenhaus.